# !To!
!TO! – siódma studyjna płyta zespołu Strachy na Lachy, wydana 9 lutego 2013 nakładem S.P. Records.
Album dotarł do 1. miejsca zestawienia OLiS. Płyta zdobyła status złotej – uroczyste wręczenie wyróżnienia odbyło się 23 marca 2013 podczas warszawskiego koncertu grupy w klubie Palladium. Podczas tej samej uroczystości, Strachy na Lachy otrzymały pamiątkowe złote płyty za wydane w październiku 2012 koncertowe DVD Przejście.

## Lista utworów
Muzyka i słowa: Krzysztof „Grabaż” Grabowski, o ile nie zaznaczono inaczej.
1. „Mokotów” – 3:12
muzyka: Mariusz Nalepa i Krzysztof „Grabaż” Grabowski
2. „Sympatyczny atrament” – 3:30
muzyka: Mariusz Nalepa
3. „Bankrut... bankrutowi” – 4:01
4. „Gorsi” – 4:01
5. „I can’t get no gratisfaction” – 4:46
6. „Bloody Poland” – 4:40
muzyka: Longin Bartkowiak i Krzysztof „Grabaż” Grabowski
7. „Jaka piękna katastrofa” – 3:30
8. „Za stary na Courtney Love” – 4:37
9. „Dreadlock queen” – 6:06
10. „Żeby z Tobą być”[a] – 3:48